# Fernando Fernández Escalante
Fernando Fernández Escalante (* 1. September 1920 in Buenos Aires; † 2005) war ein argentinischer Diplomat.

## Leben
Fernando Fernández Escalante war der Sohn von Luisa Escalante (Walpole) De Villasante und German Fernandez. Er studierte Rechtswissenschaft und wurde zum Doktor der Rechte promoviert. Von 1937 bis 1945 wurde er im Außenministerium in Buenos Aires beschäftigt. Von 1946 bis 1950 war er Botschaftssekretär in Uruguay, Belgien und Spanien. Von 1951 bis 1954 war er Botschaftsrat und Geschäftsträger in Brasilien und Kolumbien. Von 1955 bis 1956 war er beim UN-Hauptquartier beschäftigt. Von 1956 bis 1962 übte er den Beruf des Rechtsanwaltes und Journalisten aus.
Von 1963 bis 1968 war er bei Ford Motor Argentina als Manager und Generalmanager beschäftigt. Von 1968 bis 1973 war er Vize-Direktor der Banco de la Nación Argentina (Argentinische Nationalbank) und der Entwicklungsbank von Argentinien. Von 1974 bis 1975 war er Direktor im Außenministerium. Von 1976 bis 1977 war er Botschafter in Neu-Delhi. Von 1963 bis 1976 hielt er eine Professur in Wirtschaftsrecht und war Direktor an der Universidad de Buenos Aires sowie der Universidad Católica Argentina, Buenos Aires.

## Veröffentlichungen
- "India: reflexiones y recuerdos", Las relaciones económicas y comerciales argentino-indias, Cuadernos de estudio de las relaciones internacionales Asia-Pacífico — Argentina N° 3, Coordinado por Eve I.